# Westfield Mall of Skandinavia

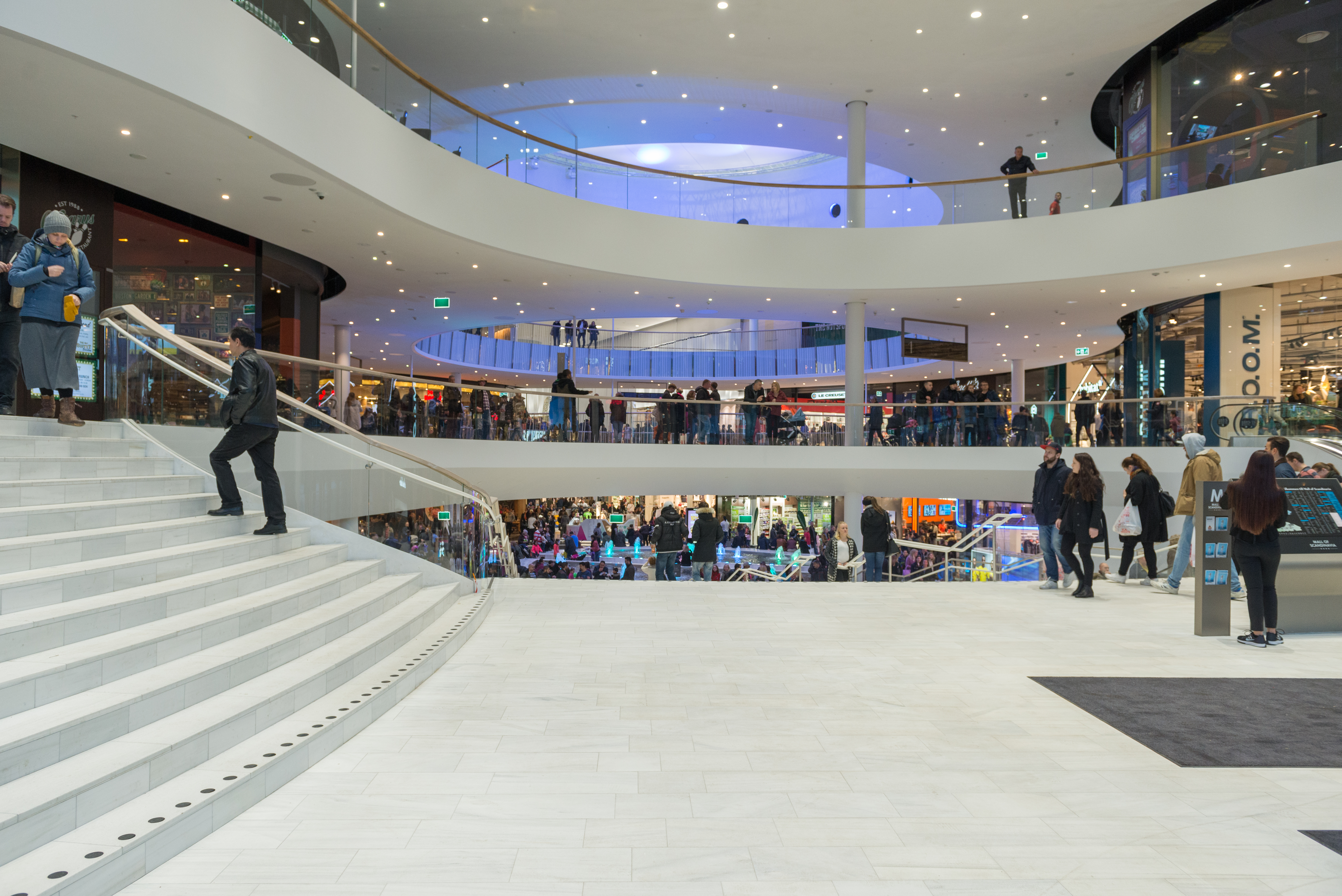
Interiér obchodního centra

Westfield Mall of Scandinavia je nákupní centrum ve městě Solna ve Stockholmském kraji ve Švédsku. Slavnostně bylo obchodní centrum otevřeno 12. listopadu 2015 a se 224 obchody a restauracemi se stalo čtvrtým největším nákupním centrem v Skandinávii. Otevření obchodního centra se účastnilo 50 000 zákazníků. Zhruba 20–25 % pronajímatelné plochy je věnováno zážitkům, nachází se zde 44 restaurací a multiplex s 15 promítacími sály s prvním účelovým komerčním IMAX kinem v severoevropském regionu. Parkoviště v obchodním centru mají kapacitu 3 700 parkovacích míst a samotné centrum má podlahovou plochu 101 048 metrů čtverečních. V budově se nachází také dalších 42 tisíc metrů čtverečních kancelářských prostor.
Náklady na projekt se odhadují na 6,1 miliardy SEK. Obchodní centrum vlastní Unibail-Rodamco. Nachází se v blízkosti příměstské železniční stanice Solna, přibližně sedm minut od centra Stockholmu a dálnice E4. Je součástí projektu Arenastaden, který zahrnuje výstavbu 540 tisíc metrů čtverečních nových kancelářských prostor, fotbalové arény Friends a 1 500 bytových jednotek.
V roce 2018 došlo ke sloučení Unibail-Rodamco s Westfield Corp, čímž se obchodní centrum dostalo do majetku nové společnosti. Obchodní centrum změnilo svůj název z Mall of Scandinavia na Westfield Mall of Scandinavia dne 28. září 2019.